# Patricia Rozema
Patricia Rozema (Kingston, Ontario, 20 de agosto de 1958) es una directora y guionista de cine canadiense. 

## Educación
En el año 1981 se graduó en filosofía y literatura inglesa en el Colegio Calvinista de Grands Rapids, Míchigan, donde ganó algunos premios con varias obras de teatro que escribió y dirigió.

## Filmografía
- Urban Menace (corto), dirección, 1984.
- Passion: A Letter in 16 mm (corto), 1985.
- Head Office, Asistente de dirección, 1985.
- La Mosca (1986), Asistente de dirección, 1986.
- Yo escuché las sirenas cantar, dirección, guion y producción, 1987.
- Una habitación blanca, dirección, guion y coproducción
- Desperanto (corto), dirección, guion 1991.
- Cuando cae la noche, dirección, guion, 1995.
- Curtis's Charm, producción ejecutiva, 1995.
- At My Back I Always Hear (episodio de TV), 1996.
- The Shape I Think (corto), 1997.
- Mansfield Park, dirección, y guion, 1999.
- Happy Days dirección, 2000.
- This Might Be Good (corto), dirección, guion, 2000.
- A Wrinkle In Time, producción ejecutiva.

## Premios y distinciones
Festival Internacional de Cine de Cannes
| Año  | Categoría             | Película                        | Resultado |
| ---- | --------------------- | ------------------------------- | --------- |
| 1987 | Premio de la Juventud | I've Heard the Mermaids Singing | Ganador   |